# Evelyn Booth
Pour les articles homonymes, voir Booth.
Evelyn Mary Booth (30 octobre 1897-13 décembre 1988) est une botaniste irlandaise, conceptrice des jardins de Lucy's Wood et autrice de The Flora of County Carlow. Elle est décrite comme « l'une des botanistes les plus aimées et respectées d'Irlande »,.

## La vie
Evelyn Mary Booth est née le 30 octobre 1897 à Annamoe, Laragh dans le comté de Wicklow. Elle est l'une des trois enfants de Hilda Mary Hall-Dare et James Erskine Wise Booth. Du côté paternel, Booth est apparentée à Robert Barton, signataire du traité anglo-irlandais de 1921, et à Erskine Hamilton Childers, président de l'Irlande, de 1973 à 1974. Sa mère est la fille de Caroline Hall-Dare, fondatrice de la Newtownbarry School of Lace.
Booth fréquente un pensionnat à Southbourne, Dorset. En tant que jeune femme, Booth participe à de nombreux spectacles hippiques, y compris ceux sur les terrains de la Royal Dublin Society à Ballsbridge. Pendant la Première Guerre mondiale, Booth sert comme conductrice d'ambulance de la Croix-Rouge en France et comme quartier-maître d'hôpital pendant la Seconde Guerre mondiale. Entre les guerres, Booth passe du temps en Inde avec son frère, le brigadier John Booth et sa cousine Kathleen Cunningham, l'épouse du gouverneur de la province de la Northwest Frontier Province à Peshawar. Booth meurt à son domicile près de Bunclody le 13 décembre 1988.

## Travaux botaniques
À son retour en Irlande, Booth s'installe à Lucy's Wood près de la ville de Bunclody. Parmi ses nombreux intérêts, notamment l'équitation, la pêche à la mouche et la couture, la botanique est l'un de ses principaux passe-temps. Un exemple des travaux d'aiguille de Booth se trouve au Musée national d'Irlande, Country Life in Mayo. Au jardin de Lucy's Wood, elle planifie et développe un jardin diversifié, qui est toujours une destination touristique aujourd'hui. Booth remplit le jardin de plantes rares, de cultivars inhabituels et d'espèces sauvages. Une anémone que Booth a découverte dans un bois à proximité, Anemone nemorosa, a été nommée "Lucy's Wood".
À la suite d'une réunion avec la botaniste Edith Rawlins, Booth s'intéresse à l'observation et à l'enregistrement des plantes. À partir de 1939, elle est membre de la Wild Flower Society, et commence à collecter des graines de fleurs sauvages dans les comtés de Carlow et Wexford, déposant des parties de sa collection dans les jardins botaniques nationaux de Glasnevin . Elle est ensuite présidente de la Bunclody Horticultural Society pendant plusieurs années. En 1963, Booth assiste à la réunion inaugurale de la branche régionale irlandaise de la Botanical Society of the British Isles et est élue au comité où elle siège pendant de nombreuses années.
Une grande partie du travail de Booth est publiée dans le Irish Naturalists Journal. Elle contribue également à un certain nombre de volumes, dont l'Atlas of the British Flora. En 1954, le Wild Flower Magazine rapporte que Booth a enregistré 584 espèces dans le comté de Wexford, 579 dans le comté de Carlow et 584 dans le comté de Kilkenny. Les intérêts de Booth s'étendent également à la faune, et elle est considérée comme l'une des premières environnementalistes, enregistrant des enquêtes sur les papillons, les libellules, les oiseaux et certains crustacés pour le Natural History Museum, le National Herbarium et An Foras Forbartha. Son œuvre la plus importante est le livre The Flora of County Carlow, publié en 1979 avec l'aide de Maura Scannell. Suivant la tradition de Robert Lloyd Praeger en tant qu'inventaire des plantes d'un comté, ce livre est la première flore de comté irlandaise à être écrite par une femme.